# IR (album)
IR er det danske black metal-band ORMs andet album. Albummet blev udgivet den 30. august 2019.
Albummet er indspillet i henholdsvis Black Tornado Studios og Full Moon Studios.
Teksten på albummet er inspireret af et selvmord i guitaristen Simon Andersens familie.

## Spor
| IR    | IR                  | IR     | IR | IR | IR | IR | IR | IR | IR |
| #     | Titel               | Længde |    |    |    |    |    |    |    |
| ----- | ------------------- | ------ | -- | -- | -- | -- | -- | -- | -- |
| 1.    | "Klippens Lyse Hal" | 23:15  |    |    |    |    |    |    |    |
| 2.    | "Bær Solen Ud"      | 24:02  |    |    |    |    |    |    |    |
| 47:17 |                     |        |    |    |    |    |    |    |    |